# Gurbaksh Chahal
Gurbaksh Singh Chahal (nacido el 17 de julio de 1982) es un empresario indio-estadounidense que ha fundado, dirigido y, con frecuencia, vendido varias empresas de publicidad en Internet.
Chahal fundó su primera red de publicidad a los 16 años y dos años después se hizo millonario tras venderla a ValueClick por casi 40 millones de dólares. En 2004, cofundó BlueLithium, que llegó a convertirse en la quinta red de publicidad en Internet de Estados Unidos antes de ser vendida a Yahoo en una operación de 300 millones de dólares. Desde entonces, Chahal ha fundado otras empresas basadas en Internet, como RadiumOne, Gravity4 y BNN Breaking. Actualmente es consejero delegado de VendorCloud y RedLotus.
En 2010, Bloomberg Businessweek lo incluyó en su lista de los 15 mejores jóvenes emprendedores del año. En abril de 2011, Men's Health lo calificó como uno de «Los tipos más ricos y en mejor forma del mundo», e informó de que su patrimonio neto ascendía a 150 millones de dólares. Al año siguiente, la revista Complex incluyó a Chahal entre los 25 emprendedores menores de 30 años más ricos, y en 2013 fue uno de los emprendedores del año de Ernst & Young.
También en 2013, Chahal fue a juicio acusado de violencia doméstica y lesiones; aunque se declaró inocente, fue declarado culpable y condenado a libertad condicional. Fue despedido como consejero delegado de RadiumOne por el consejo de administración. En 2016, tras ser acusado de violencia doméstica contra una segunda mujer, se le revocó la libertad condicional. Dimitió como consejero delegado de Gravity4 y cumplió seis meses de cárcel.

## Educación
Aunque sus padres esperaban que fuera médico, Chahal, de 16 años, abandonó el instituto Independence en 1998 para dedicarse a la publicidad en Internet. Cuando aún estaba en el instituto, había seguido cursos de informática de nivel universitario en el campus del actual Evergreen Valley College. Tras dejar el instituto, Chahal puso en marcha una empresa de publicidad digital llamada ClickAgents, de la que en 2008 afirmó que era la decisión más arriesgada que había tomado nunca.